# Марк Стаций Лонгин
Марк Стаций Лонгин (на латински: Marcus Statius Longinus) e политик и сенатор на Римската империя през началото на 3 век.
Около 216 – юни/август 217 г. той е управител на провинция Долна Мизия.